# Заїмчево
Заї́мчево (болг. Заимчево) — село в Бургаській області Болгарії. Входить до складу общини Руєн.

## Населення
За даними перепису населення 2011 року у селі проживали 455 осіб, з них 438 осіб (99,3%) — турки.
Розподіл населення за віком у 2011 році:
Динаміка населення: